# Barragem do Cabril
A barragem do Cabril no rio Zêzere é uma das maiores barragens portuguesas e origina uma da maiores reservas de água doce do país. É uma das mais altas construções de Portugal.
A construção da Barragem do Cabril teve início em Abril de 1951, com a obra a cargo da Hidro Eléctrica do Zêzere e projecto de Joaquim Laginha Serafim. A inauguração teve lugar no dia 31 de Julho de 1954 e contou com a presença do Presidente da República, General Craveiro Lopes. 
A barragem é do tipo arco abóbada, com uma altura de 136 metros e com 200 metros de comprimento do coroamento. A capacidade de descarga é de 2 200 m³/s.
A sua albufeira tem uma capacidade total de 720 000 (*1000 m³), enquanto a sua capacidade útil é de 615 000 (*1000 m³). O seu perímetro é de 280 km.
Esta albufeira oferece um dos melhores quadros turísticos do concelho e as suas águas são procuradas para actividades aquáticas e pelos amantes da pesca desportiva.
O arco da barragem do Cabril é atravessado pela Estrada Nacional 2 (EN2), a estrada mais longa de Portugal.

## Albufeira
- Capacidade Total da albufeira: 720 000 (*1000 m³)
- Capacidade Útil: 615 000 (*1000 m³)
- Volume Morto: 105 000 (*1000 m³)
- Cota do Nível de Pleno Armazenamento: 296 (m)
- Cota do Nível Mínimo de Exploração: 240 (m)
- Superfície inundável à cota de pleno armazenamento: 2023 (ha)
- Perímetro: 280 km

## Bacia hidrográfica
- Sub-Bacia Hidrográfica Principal: Rio Zêzere
- Área da Sub-Bacia Hidrográfica Principal: 2414.45 (km²)
- Área da Sub-Bacia Hidrográfica Própria: 2292.82 (km²)
- Precipitação Média da Bacia Hidrográfica: 1300 (mm)

### Características Fisiográficas da Bacia Hidrográfica
- Altitude média: 633.06 (m)
- Declive médio: 24 (%)
- Escoamento Médio Anual: 965 (hm³)
- Caudal Máximo de Cheia: 2200 (m³/s)

## Barragem
- Ano entrada em funcionamento: 1954
- Tipo de Barragem: Arco Abóbada
- Altura da Barragem: 136 (m)
- Comprimento do Coroamento: 290 (m)
- Tipo do Descarregador: Orifício
- Capacidade do Descarregador: 2 200 (m³/s)